# Hydrogenbromid
Hydrogenbromid er et diatomisk molekyle HBr. HBr er gasformig ved standardbetingelser. Hydrogenbromidsyre bliver dannet, når HBr bliver opløst i vand. Omvendt kan HBr blive dannet af hydrogenbromidsyre ved tilsættelse af en dehydrerende stof, men ikke ved destillation. Hydrogenbromid og hydrogenbromidsyre er derfor ikke det samme, selvom de er relaterede. Ofte bruger kemikere betegnelsen "HBr" for hydrogenbromidsyre, men brugen, som forstås af de fleste kemikere, er upræcis og kan skabe forvirring for folk uden forudgående kundskaber i kemi.

## Beskrivelse
Ved stuetemperatur er HBr en ikke-brændbar gas med en bitter lugt, og den ryger i fugtig luft på grund af dannelsen af hydrogenbromidsyre. HBr er meget opløselig i vand, og danner en hydrogenbromidsyre-opløsning, der er mættet ved 68.85 wt% HBr ved stuetemperatur. Vandige opløsninger, der er 47.6 wt% HBr danner en azeotrop med et kogepunkt på 124.3 °C. Ved kogning af mindre koncentrerede opløsninger bliver H2O afgivet indtil koncentrationen for den konstant kogende blanding nås.

## Anvendelse
Der er flere anvendelser af HBr i kemisk syntese. For eksempel bruges HBr til produktion af alkylbromider fra alkoholer:
ROH + HBr → RBr + H2O
HBr tilsættes til alkener for at danne bromalkaner, som er en vigtig gruppe af organobrominforbindelser:
RCH=CH2 + HBr → RCH(Br)–CH3
HBr tilsat til alkyner giver bromalkener. Stereokemien for disse additioner er typisk anti:
RC≡CH + HBr → RC(Br)=CH2
HBr danner sammen med haloalken en geminal dihaloalkane. (Denne type addition følger Markovnikovs regel):
RC(Br)=CH2 + HBr → RC(Br2)–CH3
Derudover bruges HBr til at åbne epoxider og laktoner og i syntese af bromacetaler. Yderligere katalyserer HBr mange organiske reaktioner.
HBr er blevet foreslået til brug i visse typer batterier.

## Fremstilling
Hydrogenbromid (samen med hydrogenbromidsyre) bliver produceret i meget mindre størrelsesorden end de tilsvarende chlorider. I den primære industrielle produktion bliver hydrogen og brom sammensat ved temperaturer omkring 200-400 °C. Reaktionen bliver typisk katalyseret af platin eller asbest.

### Laboratoriesyntese
HBr kan blive syntetiseret ved flere forskellige metoder. Det kan blive fremstillet i et laboratorium ved destillation af en opløsning af natrium- eller kaliumbromid med fosforsyre eller fortynde svovlsyre:
2 KBr + H2SO4 → K2SO4 + 2HBr
Koncentreret svovlsyre er ineffektivt, fordi den HBr, der bliver dannet, vil blive oxideret til brom-gas:
2 HBr  +  H2SO4 → Br2 + SO2 + 2H2O
Syren kan ligeledes blive fremstillet via flere forskellige metoder, inklusive reaktion mellem brom og enten fosfor og vand, eller med svovl og vand:
2 Br2 + S + 2 H2O → 4 HBr + SO2
Alternativ kan det fremstillet ved brominering af tetralin:
C10H12  +  4 Br2   →   C10H8Br4  +  4 HBr
Brom kan også blive reduceret med fosforsyre:
Br2 + H3PO3  +  H2O   →   H3PO4  +  2 HBr
Vandfrit hydrogenbromid kan blive fremstillet i lille skala ved thermomlyse af triphenylfosfoniumbromid i reflux xylen.
HBr fremstillet ved ovennævnte metoder kan blive forurenet med Br2, som kan blive fjernet ved at sende gassen gennem kobberspåner eller phenol.